# Arnold Bennett
Enoch Arnold Bennett (Stoke-on-Trent, 27 de maio de 1867 — Londres, 27 de março de 1931) foi um autor inglês, mais conhecido como romancista. Ele foi um escritor prolífico: entre o início de sua carreira em 1898 e sua morte, ele completou 34 romances, sete volumes de contos, 13 peças (algumas em colaboração com outros escritores) e um diário de mais de um milhão de palavras. Ele escreveu artigos e histórias para mais de 100 jornais e periódicos diferentes, trabalhou e dirigiu brevemente o Ministério da Informação na Primeira Guerra Mundial e escreveu para o cinema na década de 1920.

## Vida
Nascido em uma família modesta, mas em ascensão, em Hanley , nas Olarias de Staffordshire, Bennett foi planejado por seu pai, um advogado, para segui-lo na lei. Bennett trabalhou para seu pai, antes de se mudar para outro escritório de advocacia em Londres como balconista, aos 21 anos. Ele se tornou editor assistente e, em seguida, editor de uma revista feminina, antes de se tornar um autor em tempo integral em 1900. Sempre um devoto da cultura francesa em geral e literatura em particular, mudou-se para Paris em 1902, onde o ambiente social descontraído o ajudou a superar sua intensa timidez, principalmente com as mulheres. Ele passou dez anos na França, casando-se com uma francesa em 1907. Em 1912 voltou para a Inglaterra. Ele e sua esposa se separaram em 1921 e ele passou os últimos anos de sua vida com uma nova parceira, uma atriz inglesa. Ele morreu em 1931 de febre tifóide, tendo bebido água da torneira imprudentemente na França.
Bennett é mais conhecido por seus romances e contos, muitos dos quais se passam em uma versão fictícia das Olarias, que ele chamou de As Cinco Cidades. Ele acreditava fortemente que a literatura deveria ser acessível às pessoas comuns e deplorava panelinhas e elites literárias. Seus livros atraíram um grande público e foram vendidos em grande número. Por esta razão, escritores e apoiadores da escola modernista o menosprezaram, e muito de sua obra foi negligenciada após sua morte. Bennett também era um dramaturgo; ele se saiu menos bem no teatro do que nos romances, mas alcançou dois sucessos consideráveis com Milestones (1912) e The Great Adventure (1913).
Estudos de Margaret Drabble (1974), John Carey (1992) e outros levaram a uma reavaliação do trabalho de Bennett. Seus melhores romances, incluindo Anna of the Five Towns (1902), The Old Wives' Tale (1908), Clayhanger (1910) e Riceyman Steps (1923), são agora amplamente reconhecidos como obras importantes.

## Publicações

### Ficção

#### Romances
- 1898 - A Man from the North
- 1902 - Anna of the Five Towns
- 1902 - The Grand Babylon Hotel
- 1903 - The Gates of Wrath
- 1903 - Leonora
- 1904 - A Great Man
- 1904 - Teresa of Watling Street
- 1905 - Sacred and Profane Love
- 1906 - Hugo
- 1906 - Whom God Hath Joined
- 1906 - The Sinews of War
- 1907 - The Ghost
- 1907 - The City of Pleasure
- 1908 - The Statue
- 1908 - Buried Alive
- 1908 - The Old Wives' Tale
- 1909 - The Glimpse
- 1910 - Helen with a High Hand
- 1910 - Clayhanger
- 1911 - The Card
- 1911 - Hilda Lessways
- 1913 - The Regent
- 1914 - The Price of Love
- 1916 - These Twain
- 1916 - The Lion's Share
- 1918 - The Pretty Lady
- 1918 - The Roll-Call
- 1922 - Mr Prohack
- 1922 - Lilian
- 1923 - Riceyman Steps
- 1926 - Lord Raingo
- 1928 - The Vanguard
- 1929 - Accident
- 1930 - Imperial Palace
- 1932 - Dream of Destiny

Fontes: Nova Bibliografia de Literatura Inglesa de Cambridge e Arnold Bennett de Margaret Drabble.

### Histórias curtas
| - The Loot of Cities: Being the Adventures of a Millionaire in Search of Joy 1905 The Loot of Cities; Mr Penfound's two Burglars; Midnight at the Grand Babylon; The Police Station; The Adventure of the Prima Donna; The Episode in Room 222; Saturday to Monday; A Dinner at the Louvre - Tales of the Five Towns 1905 At Home; His Worship the Goose Driver; The Elixir of Youth; Mary with the High Hand; The Dog; A Feud; Phantom; Tiddy-Fol-Lol; The Idiot; Abroad; Hungarian Rhapsody; The Sisters Quita; Nocturne at the Majestic; Clarice of the Autumn Concerts; A Letter Home (written in 1893) - The Grim Smile of the Five Towns 1907 The Lion's Share; The Baby's Bath; The Silent Brothers; The Nineteenth Hat; Vera's First Christmas Adventure; The Murder of the Mandarin; Vera’s Second Christmas Adventure; The Burglary; The News of the Engagement; Beginning the New Year; From one Generation to Another; The Death of Simon Fuge; In a New Bottle - The Matador of the Five Towns 1912 Tragedy: The Matador of the Five Towns; Mimi; The Supreme Illusion; The Letter and the Lie; The Glimpse; Frolic: Jock-at-a-Venture; The Heroism of Thomas Chadwick; Under the Clock; Three episodes of the life of Mr Cowlishaw, dentist; Catching the Train; The Widow at the Balcony; The Cat and Cupid; The Fortune Teller; The Long-lost Uncle; The Tight Hand; Why the Clock Stopped; Hot Potatoes; Half a Sovereign; The Blue Suit; The Tiger and the Baby; The Revolver; An Unfair Advantage | - Elsie and the Child, and other stories 1924 Elsie and the Child; During Dinner; The Paper Cap; The Box-Office Girl; Mr Jack Hollins against Fate; Nine o'clock To-morrow; The Yacht; Outside and Inside; Last Love; The Mysterious Destruction of Mr Ipple; The Perfect Creature; The Fish; The Limits of Dominion - The Woman who Stole Everything, and other stories 1927 The Woman who Stole Everything; A Place in Venice; The Toreador; Middle-aged; The Umbrella; House to Let; Claribel; Time to think; One of their Quarrels - The Night Visitor and other stories 1931 The Night Visitor; The Cornet-Player; Murder; The Hat; Under the Hammer; The Wind; Honour; The First Night; The Seven Policemen; Myrtle at 6 a.m.; Strange Affair at an Hotel; The Second Night; The Understudy; The Peacock; Dream; Baccarat; The Mouse and the Cat - "Uncollected Short Stories 1892-1932" (pub 2010) He Needn’t Have Troubled How He Looked; The Artist’s Model; In a Hospital. A Broken-Off Match; The Heavenly Twins on the Revolt of the Daughters; A Modern Girl. The Revolt of me Daughter; The Silken Serpent. A Fantasia; A First Night. ‘The Floodgates of Society’; Strange Story. In the Matter of a Letter and a Lady; Five O’Clock at the Heroines’ Club. A Fantasy; Rejected. A Girl and Another Girl; An Academy Work. The Mutilation of a Statue; Fenella: A Manx Idyll; ‘My First Book’; The Repentance of Ronald Primula; A Divided Ghost; The Clapham Theosophical Society; An Astral Engagement; The Fatal Marriage; Dr Anna Jekyll and Miss Hyde; The Phantasm of My Grandmother; The Crystal-Gazers; A Little Deal in ‘Kaffirs’; The Adamless Eden. A new Fairytale; John and the Lovely Stranger; The Marriage of Jane Hendra; The Christmas Chimes of Malyprès; Dragons of the Night; The Great Fire at Santa Claus’ House; The Romance of Bobby Lempriere; The Scratched Face; A Millionaire’s Wife; The Phantom Sneeze; The Strange Shelter; The Railway Station; The Farlls and a Woman; The White Feather; The Life of Nash Nicklin; The Muscovy Ducks; The Great Huntress; Leading to Marriage; The Flight - Lord Dover & Other Lost Stories (pub 2011) Lord Dover; What’s Bred in the Bone; The Advanced Woman; Restaurant Spooks; The Renaissance of the Romp; Little Popow; Varnish and Vanity at the RA; On Growing Old; The Train; How Percy Goes to the Office; The Inner-Circle Express; Stella’s Journey; The Clock; The Fortress; The Power of Love; Miss Scrooge; The Lure of Life; The Alarm; What Men Want |

### Não-ficção
| - Journalism for Women 1898 - Fame and Fiction 1901 - The Truth about an Author (autobiographical) 1903 - How to Become an Author: A Practical Guide 1903 - The Reasonable Life 1907 - The Human Machine: A Pocket Philosophy 1909 - Literary Taste: How to Form It 1909 - How to Live on 24 Hours a Day 1910 - The Feast of St Friend: A Christmas Book 1911 - Mental Efficiency, and Other Hints to Men and Women 1911 - Those United States 1912 - The Plain Man and His Wife 1913 - Paris Nights and Other Impressions of Places and People 1913 - The Author's Craft 1914 | - From the Log of the Velsa (travel sketches, published in the US in 1914 and in Britain in 1920) - Liberty: A Statement of the British Case 1914 - Over There: War Scenes on the Western Front 1915 - Books and Persons: Selections from The New Age 1908–1911) 1917 - Self and Self-Management 1918 - Our Women: Chapters on Sex-Discord 1920 - The Art of A. E. Rickards 1920 - Things That Have Interested Me 1921 - Things That Have Interested Me (second series) 1923 - How to Make the Best of Life 1923 - How to Live 1925; consisting of How to Live on 24 Hours a Day, Mental Efficiency, and Self and Self-Management - Things That Have Interested Me (third series) 1926 - The Savour of Life: Essays in Gusto 1928 - The Religious Interregnum 1929 |

#### Diários
- Volumes 1 e 2 (1896–1921), editados por Newman Flower, 1932
- Volume (1921–1928), editados por Flower, 1933
- Journal for 1929, editados por Bennett, 1930
- Selections from the complete journals, editadas e selecionadas por Frank Swinnerton, 1954 (edição revisada, com acréscimos, 1971)
- Florentine Journal, 1910 om ilustrações de Bennett, 1967

#### Cartas
- The Letters of Arnold Bennett edited by James Hepburn, quatro volumes, 1966–1986

Fontes: Arnold Bennett por Frank Swinnerton ; Arnold Bennett por Margaret Drabble.

## Palco e cinema
- Polite Farces for the Drawing Room (contém The Stepmother , A Good Woman and A Question of Sex) 1899
- Cupid and Commonsense (dramatização de The Old Wives' Tale) 1908
- What the Public Wants 1909
- The Honeymoon 1911
- Milestones (com Edward Knoblock) 1912
- The Great Adventure 1913
- The Title 1918
- "The Wedding Dress" 1920
- Sacred and Profane Love 1919
- Judith 1922
- The Love Match 1922
- Body and Soul 1922
- Don Juan de Maraña 1923
- London Life (com Knoblock) 1924
- The Bright Island 1924
- The Only Way 1926
- Mr Prohack 1927 (com Knoblock)
- The Return Journey 1928
- "Punch and Judy" 1928
- Piccadilly 1929
- Judith libretto para ópera de um ato, baseado em sua peça de 1922; música de Eugene Goossens 1929
- Don Juan de Maraña libretto para ópera em quatro atos, baseado em sua peça de 1923, música de Goossens. Libreto concluído em 1931; ópera estreou (Covent Garden) 1937

## Adaptações de outros

### Cinema
- The Grand Babylon Hotel (1916)
- Milestones (1916)
- Milestones (1920)
- The Great Adventure (1921)
- The Old Wives' Tale (1921)
- The Card (1922)
- His Double Life (1933)
- Holy Matrimony (1943)
- Dear Mr. Prohack (1949)
- The Card (1952)

### Televisão
- The Great Adventure: BBC 1939, com D. A. Clarke-Smith, Marda Vanne e Felix Aylmer
- The Great Adventure: BBC 1947, com Harold Scott, Iris Baker e Richard Goolden
- The Title: BBC 1950, com Jill Esmond e Raymond Huntley
- Milestones: BBC 1950, com Michael Denison e Dulcie Gray
- The Great Adventure: BBC 1958, com Margaret Lockwood e Alec Clunes
- Hilda Lessways: BBC 1959 – dramatização em seis partes de Clayhanger and Hilda Lessways, com Judi Dench
- What the Public Wants: BBC 1959, com Patrick Wymark, Dulcie Gray e Hugh Burden
- The Old Wives' Tale: BBC 1964 – dramatização em cinco partes, com Frances Cuka e Lana Morris
- Lord Raingo: BBC 1966 – dramatização em quatro partes, com Kenneth More
- Imperial Palace: BBC 1969 – dramatização em quatro partes, com Roy Dotrice e Cyril Luckham
- Whom God Hath Joined: BBC 1970, com Brian Blessed
- The Price of Love: BBC 1970, com Stephan Chase
- Clayhanger ATV 1976 – 26-part adaptation of Clayhanger, Hilda Lessways and These Twain, com Peter McEnery, Denis Quilley, Janet Suzman and Harry Andrews
- Anna of the Five Towns: BBC 1985 – dramatização em quatro partes, com Lynsey Beauchamp, Emrys James, Peter Davison, Anton Lesser eAnna Cropper
- Sophia and Constance: BBC 1988 – dramatização em seis partes de The Old Wives' Tale, com Lynsey Beauchamp, Katy Behean e Patricia Routledge

Fontes: BBC Genome e British Film Institute.

## Ligações Externas
- Obras de Arnold Bennettem Domínio Público

- Obras de Arnold Bennett (em inglês) no Projeto Gutenberg
- Obras de ou sobre Arnold Bennett no Internet Archive

- Website of the Arnold Bennett Society